# مریم‌گلی کاسپیداتا
مریم‌گلی کاسپیداتا (نام علمی: Salvia cuspidata) نام یک گونه از سرده مریم‌گلی است.